# Heinrich II. (Bar)
Heinrich II. von Bar (* 1190; † 13. November 1239 bei Gaza) war von 1214 bis zu seinem Tod Graf von Bar und Herr von Ligny.

## Leben
Er war der Sohn des Grafen Theobald I. von Bar und dessen zweiter Frau Ermesinde von Bar-sur-Seine (Haus Brienne). 1214 wurde er als Nachfolger seines Vaters Graf von Bar und nahm als solcher sogleich als Parteigänger der Staufer auf Seiten des französischen Königs Philipp II. August an der Schlacht bei Bouvines teil. Er stand mit Herzog Theobald I. von Lothringen in Konflikt, unterstützte deshalb während des Erbfolgekrieges in der Champagne (1216–1222) die Partei der Gräfin Blanka und leistete Kaiser Friedrich II. militärische Hilfe gegen den Herzog.
Nachdem 1226 der französische König Ludwig VIII. gestorben war, begehrten einige französische Barone gegen dessen Witwe Blanka von Kastilien auf, die als Regentin für ihren minderjährigen Sohn Ludwig IX. regierte. Heinrich nahm als Verbündeter des Grafen Theobald IV. von Champagne an diesem Aufstand teil, wechselte aber mit ihm im Frühjahr 1227 auf die Seite der Regentin über.
Heinrichs Beziehung zum Grafen der Champagne schlugen um, nachdem dieser den Erzbischof von Lyon entführte. Der Erzbischof hatte die Ehe zwischen einer Nichte des Erzfeindes des Grafen der Champagne, Peter Mauclerc, und dem Herzog Hugo IV. von Burgund vermittelt. Allerdings war auch Heinrich ein Onkel der Braut, weshalb er sich nun mit dem Herzog von Burgund verbündete und mit diesem 1229 in die Champagne einfiel. Im Gegenzug verwüstete der mit Champagne verbündete Herzog Matthäus II. von Lothringen das Barrois, bis es im August 1230 unter Druck der Regentin Blanka von Kastilien zu einem Ende der Kampfhandlungen kam.
Auf Veranlassung König Heinrichs (VII.) unterstützte Heinrich 1231 die Bürger der Stadt Metz gegen deren Bischof Jean I. d’Aspremont und schloss 1233 mit Herzog Matthäus II. Frieden, von dem er 1238 Stenay erwarb.
1239 nahm Heinrich am Kreuzzug Theobalds IV. von Champagne (Kreuzzug der Barone) ins Heilige Land teil. Als das Kreuzzugsheer im November nach Askalon marschierte, um die dortige Festung wieder zu errichten, trennte er sich mit seinem Gefolge vom Hauptheer und eilte zusammen mit einigen anderen Baronen und deren Kontingenten in Richtung Gaza voraus. Dort vermuteten sie ein kleines Heer des Sultans as-Salih von Ägypten, das sie schlagen und Beute und Ruhm für sich ernten wollten. Sie widersetzten sich damit dem ausdrücklichen Befehl Theobalds, des offiziellen Anführers des Kreuzzugs. Am 13. November 1239 trafen sie unweit von Gaza tatsächlich auf ein ägyptisches Heer, von dem sie allerdings beim Rasten überrascht und in der folgenden Schlacht bei Gaza vernichtend geschlagen wurden. Viele Kreuzfahrer wurden gefangen genommen und nach Kairo gebracht. Heinrich selbst starb auf dem Schlachtfeld.
Seine sterblichen Überreste wurden Anfang 1241 unter Richard von Cornwall geborgen und nahe Askalon bestattet.

### Ehe und Nachfahren
1219 heiratete er Philippa von Dreux (* 1192, † 1242), die Tochter des Grafen Robert II. von Dreux. Mit ihr hatte er folgende Kinder:
- Margerethe (* 1220, † 1275), sie heiratete 1240 Heinrich V. von Luxemburg
- Theobald II. von Bar (* 1221, † 1291), Heinrichs Nachfolger als Graf von Bar
- Heinrich († 1249)
- Johanna (* 1225, † 1299), sie heiratete Friedrich von Blamont († 1255), nach dessen Tod Ludwig V. von Chiny (* 1235, † 1299)
- Rainald († 1271)
- Erhard († 1335)
- Isabella († 1320)